# Bič
Bič – wieś w Słowenii, w gminie Trebnje. W 2018 roku liczyła 119 mieszkańców.